# Bubești, Alba
Bubești este un sat în comuna Arieșeni din județul Alba, Transilvania, România.

## Acces
Calea de acces este pe drumul național DN75, ce traversează Munții Apuseni dinspre Ștei, județul Bihor, spre Câmpeni, județul Alba.